# Unterleibskrebs
Unterleibskrebs ist ein laienhafter Begriff, unter dem üblicherweise bösartige Neubildungen (Krebs) der weiblichen Genitalorgane zusammengefasst werden. Die in diesem Zusammenhang häufigsten bösartigen Tumorerkrankungen sind Gebärmutter- und Eierstockkrebs. Es können aber auch andere Organteile (Vulva, Vagina, Eileiter) oder die umgebenden Bänder (Ligamentum latum uteri, Ligamentum teres uteri, Parametrium) betroffen sein.